# CD Guadalajara
Club Deportivo Guadalajara (pronunție în spaniolă [ˈkluβ ðeporˈtiβo ɣwaðalaˈxaɾa]); sau simplu Guadalajara [gwaðalaˈxaɾa], cunoscut și ca Chivas [ˈt͡ʃiβas]) este un club de fotbal mexican din Guadalajara, Jalisco. Guadalajara evoluează în Liga MX, și este una din cele mai titrate echipe mexicane cu 12 titluri de campioană, 7 Campeón de Campeones, 1 InterLiga, 1 Copa Challenger, 4 Copa Oros de Occidente, și 2 Copa México. Guadalajara este una din cele 10 echipe fondatoare ale campionatului mexican de fotbal, și alături de rivalii de la Club América, ea niciodată nu a retrogradat în liga secundă.

## Ultimele echipamente
| First kit | 100th anniversary commemorative | 2007–08 kit | 2008–09 kit | 2009–10 kit |

## Stadion

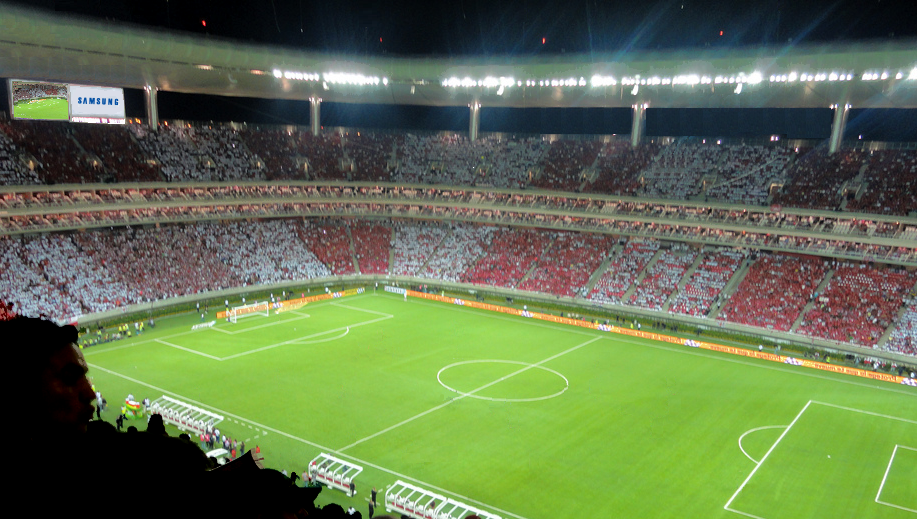
Vedere interioară a Estadio Omnilife

Între 1930 și 1960 Guadalajara a jucat pe un stadion mic numit "Parque Oblatos". Din 1960 echipa s-a mutat pe Estadio Jalisco, stadion care ulterior a fost gazdă la două campionate mondiale. Din 30 iulie 2010 Guadalajara are un nou stadion pe care își dispută meciurile de acasă, Estadio Omnilife. The opening match on that day was a friendly between Las Chivas and Manchester United in which Chivas defeated Manchester United 3–2, with the first goal scored by Javier Hernandez.

## Rivalități

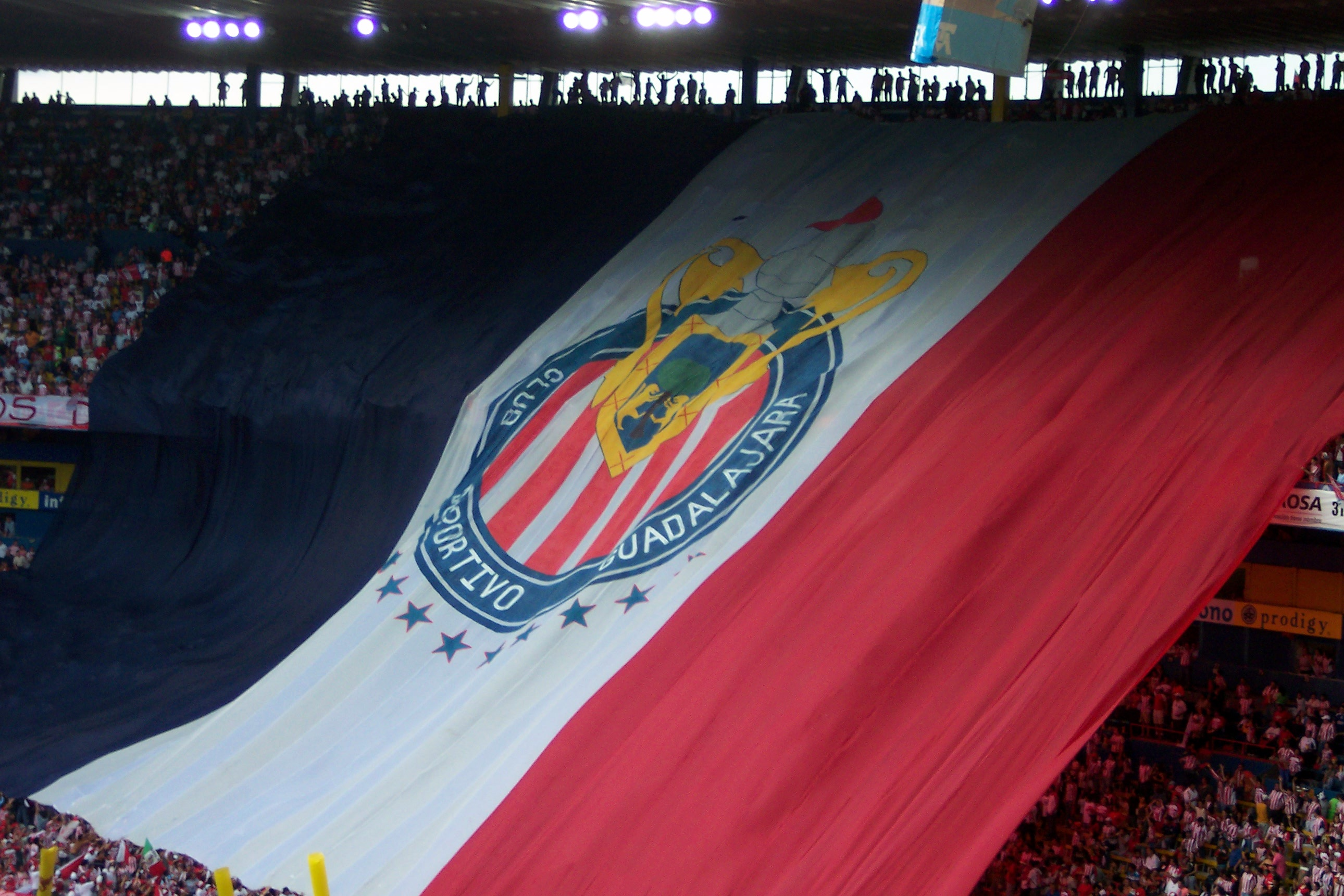
Banner al suporterilor Guadalajara

### El Súper Clásico
Rivala celor de la Las Chivas este echipa Club América. Întâlnirile acestor echipe poartă denumirea de El Súper Clásico.

## Lotul actual
La 11 ianuarie 2025.
| Nr. |                            | Poziție | Jucător                 |
| --- | -------------------------- | ------- | ----------------------- |
| 1   | Mexic                      | P       | Raúl Rangel             |
| 2   | Mexic                      | F       | Alan Mozo               |
| 3   | Mexic                      | F       | Gilberto Sepúlveda      |
| 4   | Mexic                      | F       | Miguel Tapias           |
| 5   | Mexic                      | M       | Víctor Guzmán (căpitan) |
| 7   | Mexic                      | M       | Omar Govea              |
| 9   | Mexic                      | A       | Alan Pulido             |
| 11  | Mexic                      | M       | Isaác Brizuela          |
| 14  | Mexic                      | A       | Javier Hernández        |
| 15  | Mexic                      | M       | Érick Gutiérrez         |
| 16  | Statele Unite ale Americii | M       | Cade Cowell             |
| 17  | Mexic                      | M       | Luis Romo               |
| 18  | Mexic                      | F       | Luis Olivas             |

| Nr. |        | Poziție | Jucător            |
| --- | ------ | ------- | ------------------ |
| 20  | Mexic  | M       | Fernando Beltrán   |
| 21  | Mexic  | F       | José Castillo      |
| 23  | Mexic  | M       | Daniel Aguirre     |
| 25  | Mexic  | M       | Roberto Alvarado   |
| 27  | Mexic  | F       | Leonardo Sepúlveda |
| 28  | Mexic  | M       | Fernando González  |
| 29  | Mexic  | M       | Fidel Barajas      |
| 30  | Spania | P       | Óscar Whalley      |
| 31  | Mexic  | M       | Yael Padilla       |
| 33  | Mexic  | F       | Raúl Martínez      |
| 34  | Mexic  | A       | Armando González   |
| 35  | Mexic  | A       | Teun Wilke         |

### Numere retrase
- 8 –  Salvador Reyes, Atacant (1953–1967, 2008)
- 12 – Clubul Suporterilor ("The 12th Man")
- 22 –  José Martínez González, Mijlocaș (1970–1981)

## Golgheteri
- Salvador Reyes (122)
- Omar Bravo (108)
- Eduardo de la Torre (90)
- Benjamín Galindo (78)
- Maximiano Prieto (72)
- Crescencio Gutiérrez (72)
- Javier de la Torre (70)
- Javier Valdivia (69)
- Francisco Jara (68)
- Ramón Morales (66)

## Cele mai multe apariții
- Ramón Morales (373)
- Hector Reynoso (326)
- Alberto Medina (323)
- Benjamín Galindo (305)
- Omar Bravo (298)
- Joel Sánchez (282)
- Oswaldo Sánchez (272)

## Rezultate în Copa Libertadores
| Copa Libertadores | Copa Libertadores | Copa Libertadores | Copa Libertadores | Copa Libertadores | Copa Libertadores | Copa Libertadores | Copa Libertadores | Copa Libertadores |
| An                | Runda             | Pld               | W                 | D                 | L                 | GF                | GA                |                   |
| ----------------- | ----------------- | ----------------- | ----------------- | ----------------- | ----------------- | ----------------- | ----------------- | ----------------- |
| 1998              | Faza grupelor     | 6                 | 2                 | 0                 | 4                 | 2                 | 7                 |                   |
| 2005              | Semifinale        | 12                | 6                 | 4                 | 2                 | 20                | 14                |                   |
| 2006              | Semifinale        | 12                | 5                 | 4                 | 3                 | 12                | 12                |                   |
| 2008              | Faza grupelor     | 6                 | 3                 | 0                 | 3                 | 8                 | 5                 |                   |
| 2009*             | 1/8 de finală     | 6                 | 2                 | 3                 | 1                 | 9                 | 7                 |                   |
| 2010              | Finală            | 8                 | 3                 | 1                 | 4                 | 12                | 11                |                   |
| 2012              | Faza grupelor     | 6                 | 1                 | 1                 | 4                 | 2                 | 12                |                   |

- Guadalajara s-a retras din turneu în urma îngrijorărilor ridicate cu privire la 
focar de gripă H1N1 în Mexic, iar mai târziu și-a asigurat un loc în optimile de finală pentru Copa Libertadores 2010.

## Antrenori
Septembrie 2013
| Perioada | Nume               |
| -------- | ------------------ |
| 1943–44  | Fausto Prieto      |
| 1944–45  | Nemesio Tamayo     |
| 1946     | José Fernandez     |
| 1946–49  | György Orth        |
| 1949     | José Guerrero      |
| 1949–50  | Fausto Prieto      |
| 1950–51  | William Reaside    |
| 1951–56  | José Casullo       |
| 1956     | Javier de la Torre |
| 1956–57  | Donald Ross        |
| 1957–59  | Árpád Fekete       |
| 1959     | Javier de la Torre |
| 1959–60  | Árpád Fekete       |
| 1960–70  | Javier de la Torre |
| 1970     | Jesús Ponce        |
| 1970–73  | Javier de la Torre |
| 1973     | Héctor Hernández   |
| 1973–74  | Walter Ormeño      |
| 1974     | Héctor Hernández   |
| 1974–75  | Jesús Ponce        |

| Dates                    | Name              |
| ------------------------ | ----------------- |
| 1975                     | Héctor Rial       |
| 1975–76                  | Horacio Troche    |
| 1976–78                  | Jesús Ponce       |
| 1978–79                  | Diego Mercado     |
| 1979–80                  | Carlos Miloc      |
| 1980–82                  | Diego Mercado     |
| 1982–89                  | Alberto Guerra    |
| 1 July 1989 – 30 June 91 | Ricardo La Volpe  |
| 1990                     | Árpád Fekete      |
| 1990                     | Jesus Bracamontes |
| 1990–91                  | Miguel López      |
| 1991–93                  | Jesus Bracamontes |
| 1993                     | Demetrio Madero   |
| 1993–95                  | Alberto Guerra    |
| 1 July 1995 – 30 Oct 95  | Osvaldo Ardiles   |
| 1996                     | Demetrio Madero   |
| 4 Nov 1995 – 30 June 96  | Leo Beenhakker    |
| 1 July 1996–30 June 00   | Ricardo Ferretti  |
| 1 July 2000–22 Aug 00    | Hugo Hernández    |
| 2000–01                  | Jesus Bracamontes |

| Perioada                  | Nume                |
| ------------------------- | ------------------- |
| 2001                      | Jorge Dávalos       |
| 2001–02                   | Óscar Ruggeri       |
| 1 July 2002 – 31 Dec 2    | Daniel Guzmán       |
| 1 Jan 2003 – 29 Sep 3     | Eduardo de la Torre |
| 1 Oct 2003 – 30 April 4   | Hans Westerhof      |
| 1 July 2004 – 14 Aug 5    | Benjamín Galindo    |
| 2005                      | Xabier Azkargorta   |
| 1 Jan 2006 – 16 March 6   | Hans Westerhof      |
| 17 March 2006–24 Sep 7    | José de la Torre    |
| 28 Sep 2007–23 March 9    | Efraín Flores       |
| 30 March 2009–16 April 9  | Omar Arellano Nuño  |
| 16 April 2009 – 12 Sep 9  | Francisco Ramírez   |
| 16 Sep 2009 – 3 Nov 9     | Raúl Arias          |
| 3 Nov 2009 – 4 Oct 11     | José Luis Real      |
| 4 Oct 2011 – 22 Jan 12    | Fernando Quirarte   |
| 25 Jan 2012 – 19 April 12 | Ignacio Ambríz      |
| 19 April 2012–30 June 12  | Alberto Coyote      |
| 1 July 2012 – 3 Jan 13    | John van 't Schip   |
| 3 Jan 2013– 18 Ago 13     | Benjamin Galindo    |
| 19 Ago 13-                | Juan Carlos Ortega  |

## Palmares

### Național
Era amatoare:
- Liga Occidental: (13): 1908–09, 1909–10, 1911–12, 1921–22, 1922–23, 1923–24, 1924–25, 1927–28, 1928–29, 1929–30, 1932–33, 1934–35 and 1937–38
- Campeón de Campeones: 1932–33
- Torneo de una Tarde: 1929–30

Era profesionistă:
- Primera División de México (11): 1956–57, 1958–59, 1959–60, 1960–61, 1961–62, 1963–64, 1964–65, 1969–70, 1986–87, Verano 1997, and Apertura 2006
- Copa México (2):1963, 1970
- Campeón de Campeones (7): 1956–1957, 1958–1959, 1959–1960, 1960–1961, 1963–1964, 1964–1965, și 1969–1970
- Copa Challenger: 1961
- InterLiga: 2009

### Internațional
- Central American Champion: (2)

Central American in 1959, North Central American and Caribbean in 1962
- CONCACAF Champions' Cup: 1962

- Copa Libertadores de America

Finalistă: 2010

### Turnee amicale
- I Mexico City International Pentagonal Tournament: 1958
- III Mexico City International Pentagonal Tournament: 1958
- II Jalisco International Pentagonal: 1962
- "Fiestas de Octubre" Quadrangular: 1982
- Copa Internacional Los Angeles: 1982
- Jalisco International Quadrangular: 1994
- "Copa Informador de Futbol" Los Angeles: 1999
- Copa Coliseo: 1998
- Copa Reforma: 1911
- Torneo de Primavera: 1917
- Medalla de la Junta de Festejos Patrios de la Villa de Zapopan: 1917
- Medalla Colón: 1918
- Medalla Caridad: 1918
- Copa Militarización: 1918
- Copa Deportivo Nacional de Torreón: 1919
- Copa Eugenio Pinzón: 1921
- Copa Francia: 1921–22
- Copa Fábricas de Francia: 1924
- Campeonato Oficial de Segunda Fuerza: 1924–25, 1928–29, 1934–35, 1937–38
- Campeonato Categoría Juvenil: 1928–29
- Trofeo Casino Español: 1928
- Copa Presidencial: 1953
- Copa de Oro: 1954–1956
- Trofeo de Don Adolfo López Mateos (4):. 1959, 1960, 1961, 1963
- Campeonato de Segunda Categoria de Occidente: 1939
- Campeonato Oficial de Tercera Fuerza: 1928–29, 1937–38.
- Torneo de la Ciudad de Guadalajara: 1961
- Trofeo Campeonísimo: 1961–62
- Copa Presidente Gustavo Díaz Ordaz
- Copa California: 1977
- Campeón 1a. División Amateur: 1983–84
- Copa Europa: 1985
- Trofeo al Equipo menos goleado: 1991–92
- Copa México de Segunda División: 1996
- Copa Estrella del Milenio: 1999
- Campeón Juvenil: 1998
- Copa Pachuca: 2000
- Copa Tecate (2): 1994, 2001
- Copa León: 2003
- Campeón de Filiales de Segunda División: Apertura 2004, Apertura 2006, Clausura 2008.
- Liga Premier de Ascenso: Torneo Revolución 2011
- Campeón de Filiales de Tercera División: Clausura 2005, Apertura 2005, Bicentenario 2010
- Torneo Nacional Sub-15: Invierno 2011, 2013
- Torneo Nacional Sub-17: Apertura 2011, Clausura 2012
- Torneo Nacional Sub-20: Clausura 2013
- Copa Diario ESTO: 2006
- Copa Marval: 2009
- Copa 100 años de la UNAM: 2010
- Copa Gol Marketing: 2011
- Copa Jalisco: 2013